# Lloyd 300
Lloyd 300 — семейство микролитражных автомобилей западногерманской фирмы Lloyd Motoren Werke GmbH (с января 1951 года — Lloyd Maschinenfabrik GmbH), входившей в промышленную группу Borgward. Выпускалось с 1950 по 1952 год в вариантах LP 300, LC 300, LS 300 и LK 300, отличавшихся типами кузова.

## Особенности конструкции
Автомобиль был переднеприводным, с поперечным расположением силового агрегата. Двигатель — двухтактный двухцилиндровый, рабочий объём — 293 см³, мощность — 10 л.с. при 4000 об/мин. Коробка передач — трёхскоростная, без синхронизаторов, с рычагом, проходящим через панель приборов. «Ллойд-300» разгонялся до 70 км/ч, расход топлива составлял 5,5 л двухтактной смеси (смесь бензина и смазочного масла в соотношении 25:1) на 100 км.
Силовой агрегат был спроектирован конструкторским бюро INKA в Худе, причём команда разработчиков состояла в основном из эмигрировавших из Восточной Германии специалистов бывшего завода концерна Auto Union в Хемнице (тогда Карл-Маркс-Штадт), так что по конструкции он очень напоминал довоенные опытные разработки входившей в Auto Union фирмы DKW и выпускавшиеся впоследствии в ГДР AWZ P70 и Trabant.
Кузов автомобиля был четырёхместным, не несущим. Силовая система была образована отдельной хребтовой рамой с поперечными отростками, к которым крепилась металлическая панель пола. Остальной кузов был деревянным, каркасно-панельным — состоящим из букового каркаса и отформованных из шпона панелей, обтянутых поверх кожзаменителем типа плотного ледерина. Характерная фактура этого материала, напоминавшая лейкопластырь, вызвала к жизни «народное» прозвище автомобиля — Leukoplastbomber, «бомбардировщик из лейкопластыря».
Навешенные на задние петли широкие двери обеспечивали достаточно удобный проход в салон, причём их толщину удалось свести к минимуму за счёт использования раздвижных стёкол вместо подъёмных, тем самым расширив внутреннее пространство автомобиля. Багажное отделение не имело наружной крышки, доступ к нему осуществлялся из салона через откидную спинку заднего сидения. Указатель уровня топлива отсутствовал — для проверки его наличия в баке руководство по эксплуатации рекомендовало воспользоваться деревянной палочкой.
Подвеска автомобиля — независимая на двух поперечных рессорах спереди, зависимая рессорная сзади. С января 1952 года по индивидуальному заказу за доплату в 70 марок на автомобиль могли быть установлены амортизаторы. Тормоза — барабанные с механическим тросовым приводом.
В целом, автомобиль имел очень рациональную по меркам своего времени компоновку и достаточно просторный для своих габаритов салон, однако его динамические качества и долговечность деревянного кузова не выдерживали никакой критики. Кроме того, он был достаточно дорог для своего размера — за самый дешёвый вариант автомобиля просили 3334 западногерманские марки. Для сравнения, практически столько же — 3750 марок — стоила в те годы базовая версия существенно более крупного и мощного «Фольксвагена» с цельнометаллическим кузовом.
Производство базовой модели LP 300 с кузовом типа двухдверный седан началось в мае 1950 года. С весны 1951 года появились варианты с кузовами «комби» — трёхдверный универсал LS 300, фургон LK 300 и купе LC 300. В общей сложности было выпущено около 18 500 автомобилей всех вариантов.
По мере улучшения общей ситуации в экономике ФРГ стоимость стального проката неуклонно падала, а расценки на труд — напротив, росли, в связи с чем всё более заметными становились низкая технологичность деревянного кузова Lloyd 300, трудоёмкость и, как следствие, высокая себестоимость его производства. В 1953 году ему на смену пришли автомобили семейства Lloyd 400, похожие по техническим решениям, но намного более совершенные — с цельнометаллическими кузовами и более мощным 400-кубовым мотором, а затем (в 1955 году) — ещё более усовершенствованное семейство Lloyd 600 / Alexander, выпуск которого продолжался до 1961 года.

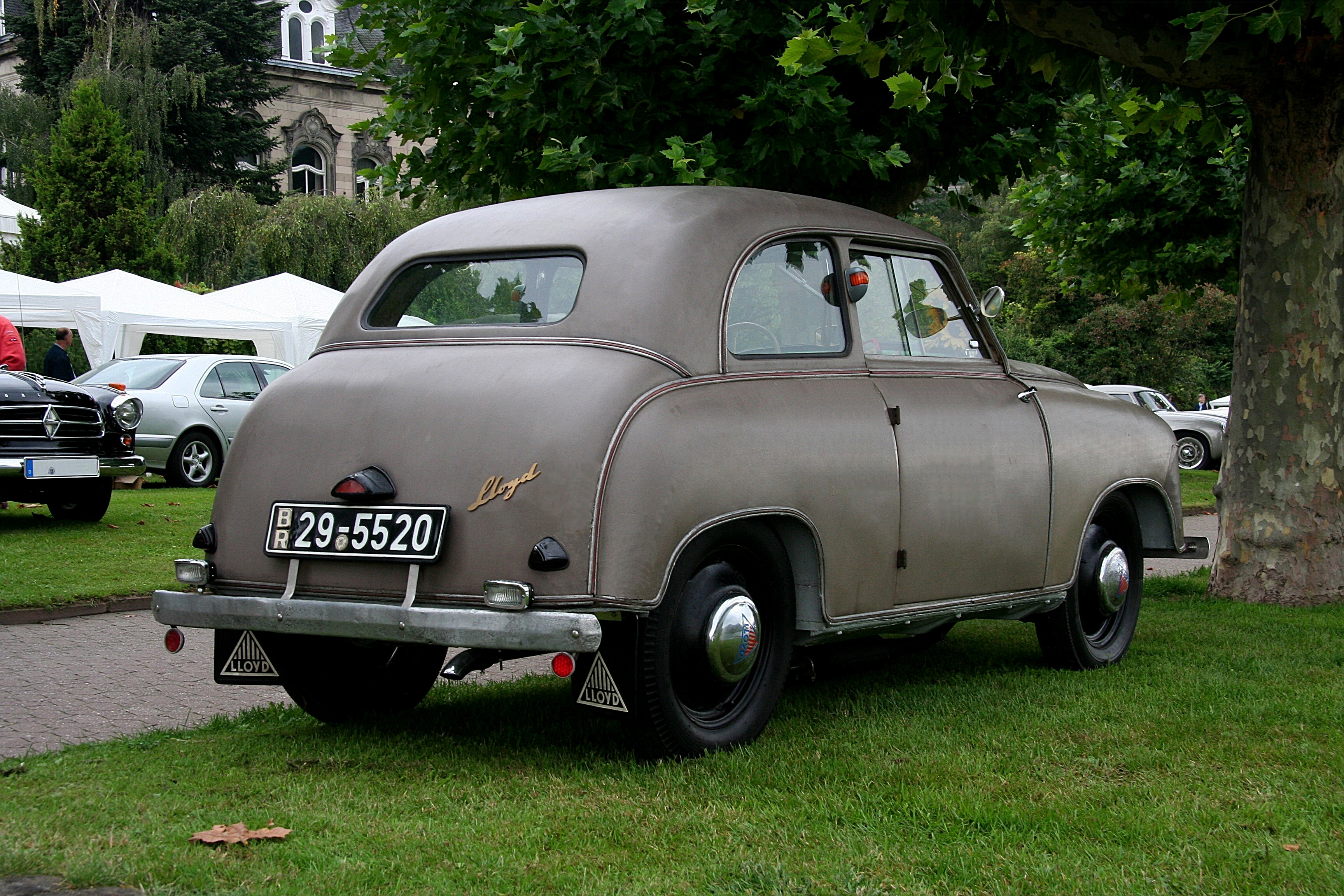
LP 300, вид сзади.
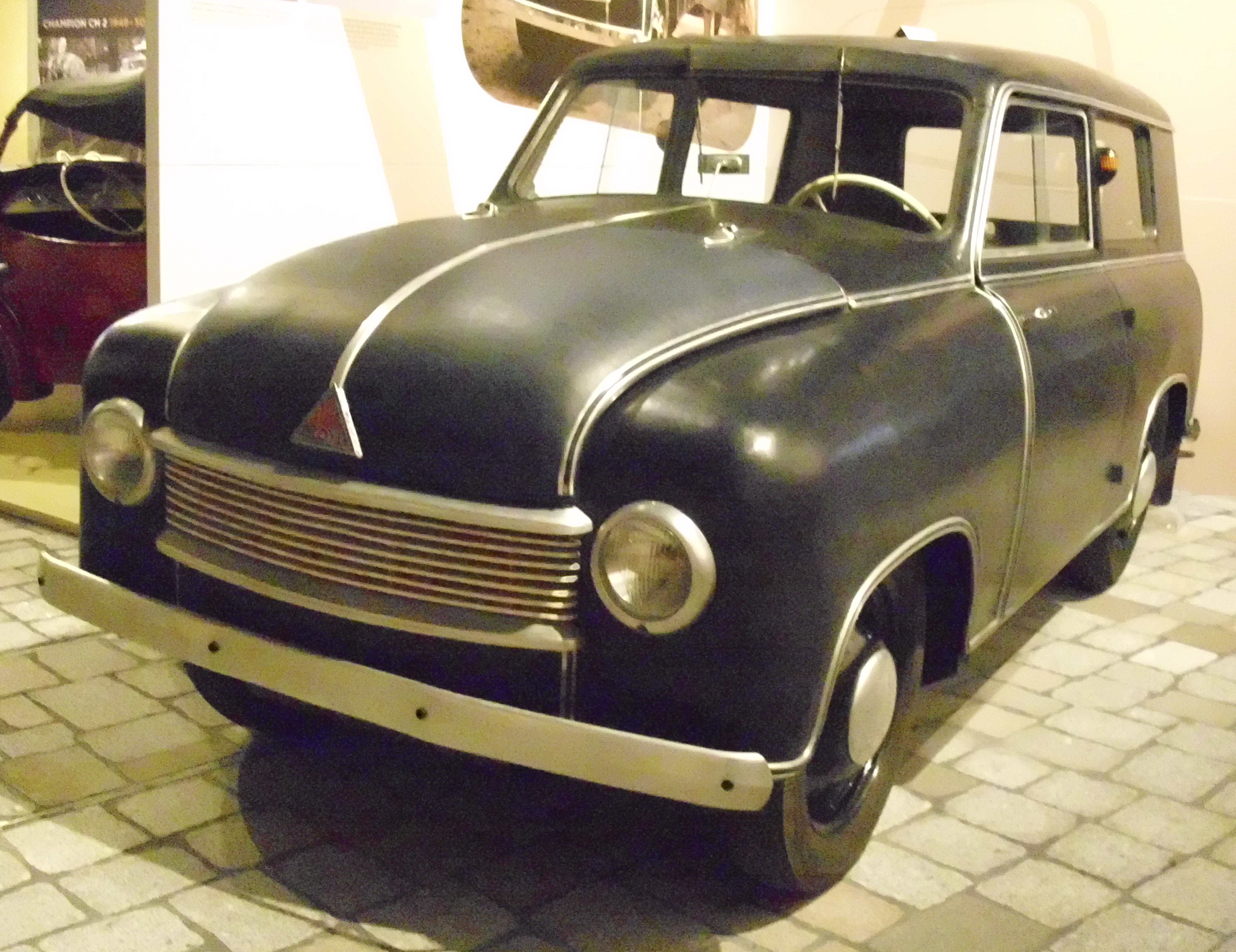
Универсал LS 300.
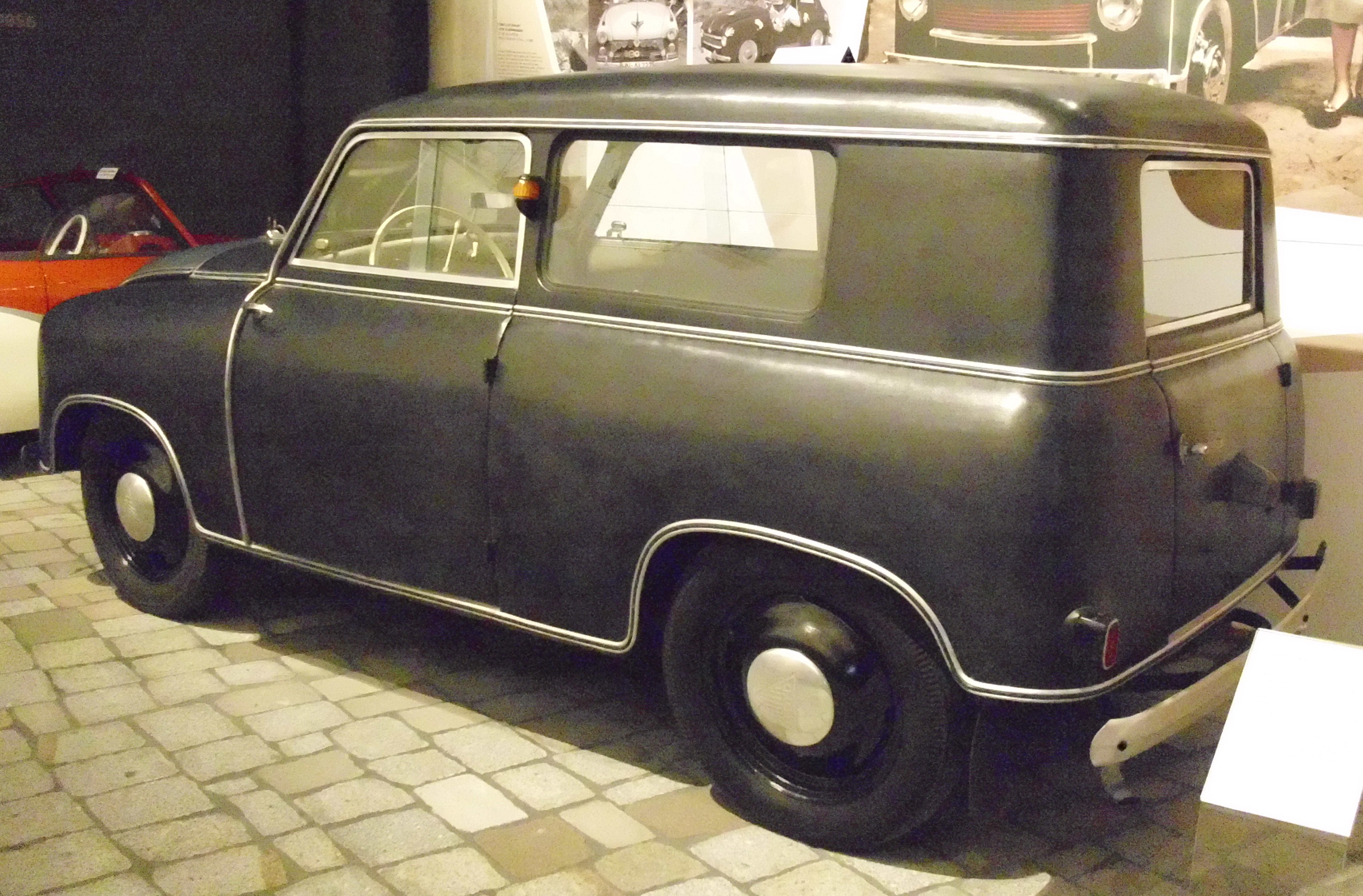
LS 300, вид сзади.